# ゲオルギー・アラポフ

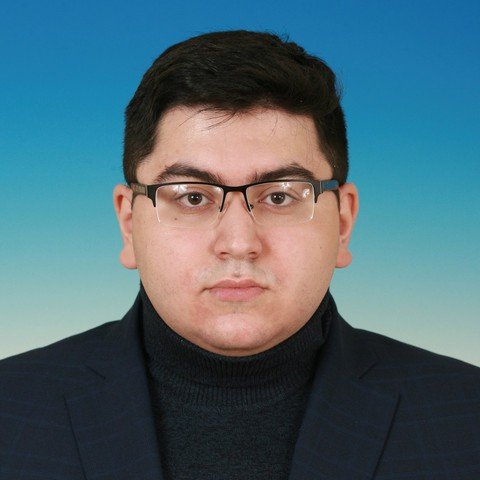
2021年

ゲオルギー・コンスタンチノヴィチ・アラポフ（ロシア語: Георгий Константинович Арапов、1999年9月11日 - ）は、ロシアの政治家。政党「新しい人々」所属。アルメニア共和国コタイク地方ノル・ハチン出身。ロシア経済アカデミー卒業。
第8回招集の国家院議員では最年少である。